# Landen van de Heilige Hongaarse Stefanskroon

Nummers 16 en 17 op de kaart maakten deel uit van Transleithanië

De Landen van de Heilige Hongaarse Stefanskroon vormden het Hongaarse deel van Oostenrijk-Hongarije (ontstaan in 1867). Dit landsdeel staat ook bekend als Transleithanië (gebied aan gene zijde van de rivier de Leitha).
In 1918 viel het uiteen in (onder andere) de democratische Republiek Hongarije en de staat van Slovenen, Kroaten en Serven.

## Bestuurlijke indeling
Transleithanië omvatte de volgende bestuurlijke gebieden:
- Koninkrijk Hongarije, waaronder:
  - Grootvorstendom Zevenburgen, oftewel historisch Transsylvanië
  - Het Banaat
- Koninkrijk Kroatië en Slavonië
- Fiume met gebied

Overeenkomend met de volgende hedendaagse gebieden:
- Hongarije
- Slowakije
- Transsylvanië in Roemenië
- Burgenland in Oostenrijk
- Kroatië (exclusief Dalmatië)
- de Vojvodina in Noord-Servië
- Roethenië (Transkarpatië) in Oekraïne
- de voormalige provincie Prekmurje in Slovenië

Deze gebieden waren op hun beurt ingedeeld in zogenaamde comitaten.
1867–1918

In de Rijksraad vertegenwoordigde koninkrijken en landen (Cisleithanië):
hertogdom Boekovina · koninkrijk Bohemen · koninkrijk Dalmatië · koninkrijk Galicië en Lodomerië · hertogdom Karinthië · hertogdom Krain · Küstenland (vorstelijk graafschap Görz en Gradisca, markgraafschap Istrië, vrije rijksstad Triëst) · markgraafschap Moravië · Neder-Oostenrijk · Opper-Oostenrijk · hertogdom Salzburg · Tsjechisch-Silezië · hertogdom Stiermarken · vorstelijk graafschap Tirol en land Vorarlberg

De landen van de Heilige Hongaarse Stefanskroon (Transleithanië):
Fiume met gebied · koninkrijk Hongarije · koninkrijk Kroatië en Slavonië . Militaire Grens (1867-1882)

Gemeenschappelijk bestuurd: condominium Bosnië en Herzegovina (1878-1918) . Novi Pazar met gebied (1878-1908) . Karpatische passengebied (1918) . bezette zone Tianjin (1901-1917)
Voor of in 1867 opgeheven

koninkrijk Illyrië (tot 1850) · vojvodschap Servië en Temesbanaat (tot 1860) · Koninkrijk Lombardije-Venetië (tot 1866) · grootvorstendom Zevenburgen (tot 1867)